# Instituto de Geociências de Timor-Leste

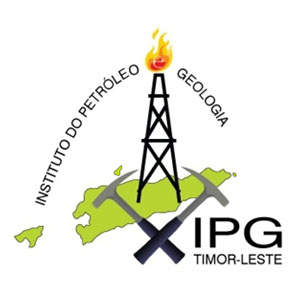
Bis 2023: Instituto do Petróleo e Geologia

Das Instituto de Geociências de Timor-Leste IGTL (deutsch Institut für Geowissenschaften von Osttimor), bis 2023 Instituto do Petróleo e Geologia IPG (deutsch Institut für Erdöl und Geologie), ist ein öffentliches Institut in Osttimor, das dem Ministerium für Erdöl und Mineralien unterstellt ist. Es wurde auf Grundlage des Gesetzes Nr. 33/2012 vom 18. Juli gegründet und erstellt geologische Studien über Bodenschätze des Landes, inklusive Erdöl und Erdgas. Das Institut befindet sich in Dili an der Avenida de Hudi-Laran im Suco Comoro.

## Aufgaben

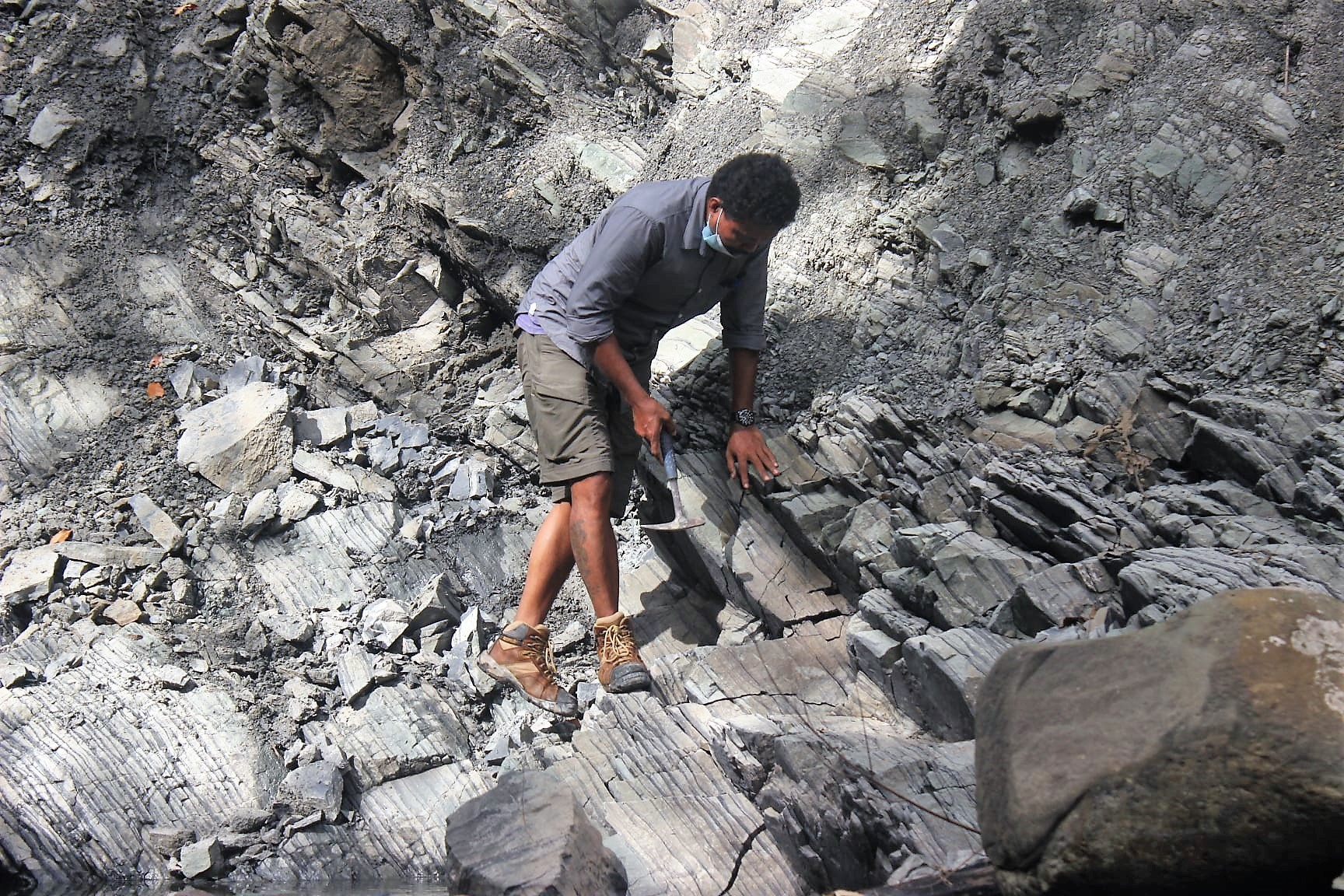
Feldforschung in Maliana

Das Institut verwaltet geologische und geographische Informationen zu den Erdölvorkommen Osttimors, koordiniert alle Aktivitäten zur Erforschung der Geologie des Landes und seiner Seegebiete und erstellt ein nationales geologisches Register. Außerdem erstellt es geologische und thematische Karten, berät Behörden und andere öffentliche Stellen, auch bei der Ausarbeitung von Gesetzesentwürfen und Verordnungen und biete Dienstleistungen für öffentliche und private Einrichtungen an. Dabei nutzt es auch Informationen der Autoridade Nacional do Petróleo (ANP), der Autoridade Nacional dos Minerais (ANM) und von Timor Gap E.P. Neben seiner Fokussierung auf Mineral- und Erdölressourcen sammelt das Institut zunehmend auch geowissenschaftliche Informationen zu Grundwasser, Geothermie, Infrastrukturplanung, Umwelt und damit verbundenen geologischen Risiken wie Erdbeben, Erdrutsche sowie Küstenerosion und Überschwemmungen.
Zu dem Institut gehört auch das Nationale Geologische Labor.

## Führung

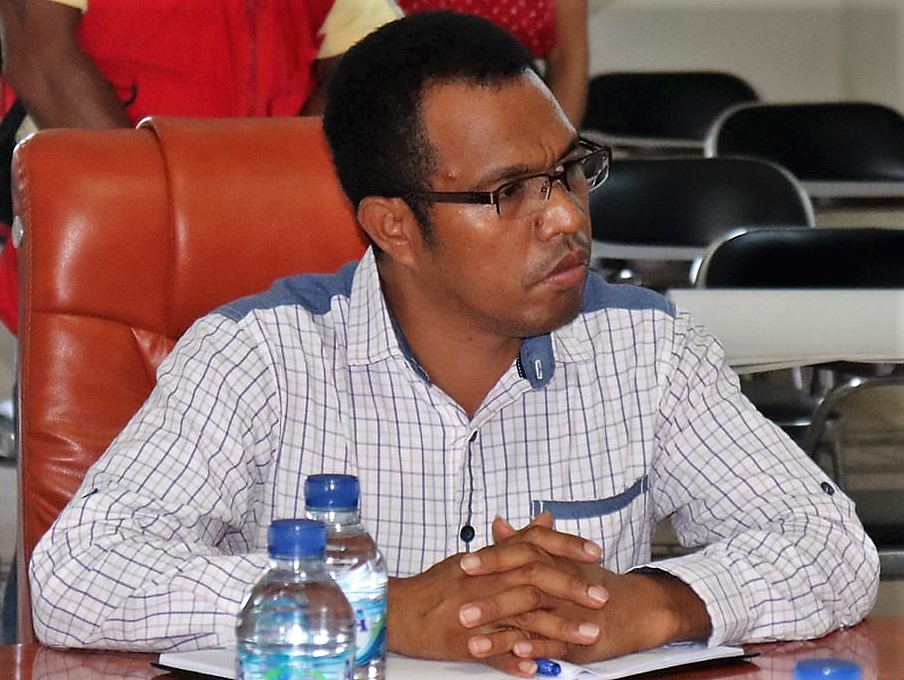
Gabriel Gaspar Aparício de Oliveira (2020)

Dem Institut steht ein Direktorium vor. Seit dem 23. Juli 2012 gehörten dem Direktorium an: Gabriel Gaspar Aparício de Oliveira (Präsident), Oktoviano Tilman de Jesus (Vizepräsident) und António José Loiola de Sousa. 2023 wurde Job Brites dos Santos Leiter des IGTL.